# Кайнага
Кайнага (также кайын-ага, от «кайын» — общий термин для обозначения родственников мужа/жены и «ага» — старший брат) — термин семейно-родственной связи у казахов и киргизов. Для мужа кайнага — старшие братья жены (близко к русскому «шурин»), для жены — старшие братья мужа (близко к русскому «деверь»). У казахов кайнага называют, помимо родных братьев (туган кайнага) со стороны мужа или жены, также двоюродных (немере кайнага) и троюродных братьев (шобере кайнага). В традициях и обычаях казахов кайнага пользуется большим почетом и уважением, как представитель старшего поколения.